# Wólka Antopolska
Wólka Antopolska (biał. Вулька Антопальская, ros. Вулька-Антопольская) – przystanek kolejowy w miejscowości Wólka, w rejonie drohiczyńskim, w obwodzie brzeskim, na Białorusi. Leży na linii Homel - Łuniniec - Żabinka.